# 武汉大学人文科学学部
武汉大学人文学部（英文：Faculty of Humanities, Wuhan University ）是武汉大学的一个学部，旗下所有院系皆位于主校区，且继承了老武汉大学的学科。有一刊物：《武汉大学学报（人文科学版）》。
人文学部包括：
- 文学院
- 历史学院
- 哲学学院
- 国学院
- 外国语言文学学院
- 新闻与传播学院
- 艺术学系